# Карбонат кадмия
Карбонат кадмия — неорганическое соединение, 
соль металла кадмия и угольной кислоты с формулой CdCO3,
бесцветные кристаллы,
не растворяется в воде.

## Получение
- В природе встречается в виде редкого минерала отавита — CdCO3.

- Действие гидрокарбонатов щелочных металлов на растворимые соли кадмия:

{\displaystyle {\mathsf {CdSO_{4}+NaHCO_{3}\ {\xrightarrow {}}\ CdCO_{3}\downarrow +NaHSO_{4}}}}
в качестве примеси образуется много основного карбоната кадмия переменного состава.

## Физические свойства
Карбонат кадмия образует бесцветные кристаллы
тригональной сингонии,
пространственная группа R 3c,
параметры ячейки a = 0,6112 нм, α = 47,4°, Z = 2.
Не растворяется в воде.

## Химические свойства
- Разлагается при нагревании:

{\displaystyle {\mathsf {CdCO_{3}\ {\xrightarrow {400^{o}C}}\ CdO+CO_{2}}}}
- Восстанавливается углеродом до металла:

{\displaystyle {\mathsf {CdCO_{3}+2C\ {\xrightarrow {t}}\ Cd+3CO}}}